# Soproni Tamás
Soproni Tamás István (Budapest, 1986. február 20. –) magyar szakfordító, a Momentum Mozgalom politikusa, Budapest VI. kerületének (Terézváros) polgármestere.

## Élete
Gyermekkora óta Terézvárosban él. Édesapja sekrestyés volt, édesanyja rokkantnyugdíjas, aki fiatalon intézetben nevelkedett, ezért a család három leánygyermeke közül egyet örökbe fogadott. 2007-ben az Eötvös Loránd Tudományegyetem Bölcsészettudományi Kar Angol–Amerikai Intézetben anglisztika szakon végzett, nemzetközi tanulmányok szakon nem abszolvált. A Hallgatói Önkormányzatban külügyi alelnökként vállalt szerepet.

## Politikai pályája
2014-ben belépett az Együtt – a Korszakváltók Pártjába. A 2014-es magyarországi önkormányzati választáson az Együtt–PM–MSZP–DK közös jelöltje volt Budapest VI. kerületében. A 7. választókerületben indult, illetve a kompenzációs listán is szerepelt. A választáson a szavazatok 32 százalékát szerezte meg, a közgyűlésbe a 47 százalékot szerző Lindmayer Viktor (Fidesz) került.
A 2017-ben párttá alakult Momentum Mozgalom első alelnöke volt, illetve ő felelt a mozgalom aktivistáinak koordinációjáért is, többek közt a Nolimpia-kampány idején is. Sokszor szerepelt a médiában konfrontatív stílusa miatt. Ennek egy példája volt, mikor a Nolimpia-kampányt a „Soros-hálózat” munkájaként leíró Hollik István sajtótájékoztatóját szakította félbe.
A 2018-as magyarországi országgyűlési választáson a párt országos listájának 3. helyén szerepelt. A választás után az elnökség többi tagjával együtt lemondott, mivel a pártnak nem sikerült az Országgyűlésbe jutnia.
A 2019. április 6-án megkötött megállapodás értelmében az őszi önkormányzati választásokon a Momentum, a Demokratikus Koalíció, az MSZP, a Párbeszéd és az LMP közös polgármesterjelöltje a VI. kerületben (Terézváros), valamint támogató szervezetként a Jobbik is mögötte áll. Polgármesterjelölti programja szerint nagy hangsúlyt fektetne a közterületek tisztaságára, a zöldterület méretének növelésére, valamint a kerületi parkolás rendezésére. Az október 13-án megtartott választáson győzött, ezzel maga mögé utasítva Terézváros addigi polgármesterét, a fideszes Hassay Zsófiát, aki 2010 óta volt polgármester a kerületben.
2024. június 9-én ismét megválasztották Terézváros polgármesterének (október 1-én lép hivatalba). A Momentum európai parlamenti és önkormányzati választásokon elszenvedett veresége után a a Momentum 2024. július 8-i tisztújításán nem indult újra, így már nem tagja az országos elnökségnek.